# Бадовський Дмитро Володимирович
Дмитро Володимирович Бадовський (народився 20 квітня 1973 в Москві) — російський політолог, член Громадської палати Російської Федерації.

## Біографія
Закінчив відділення політології філософського факультету Московського державного університету їм. М. В. Ломоносова (1995). У 1995 протягом одного семестру проходив навчання в магістратурі з політичних наук МДІМВ-IEP, створеної на базі Московського державного інституту міжнародних відносин та Інституту політичних досліджень (Франція). Кандидат політичних наук (1997; тема дисертації: «Правлячі еліти Росії: основні етапи становлення і тенденції трансформації радянської моделі»), доцент.
- У 1995—2001 — асистент, старший викладач, доцент кафедри політичного процесу Росії філософського факультету МДУ їм. М. В. Ломоносова.
- У 2002—2006 — доцент кафедри світової та російської політики філософського факультету МДУ їм. М. В. Ломоносова.
- Одночасно з основною діяльністю в МДУ їм. М. В. Ломоносова працював експертом програм регіональних досліджень в Громадському фонді перспективних досліджень «Бастіон», аналітичному центрі газети «Известия», Центрі вивчення інститутів громадянського суспільства, Інституті громадянського суспільства та приватної власності.
- У 2000—2001 — член Робочої групи Державної ради Росії з підготовки пропозицій про систему органів державної влади та управління Російської Федерації.
- З 2000 — керівник відділу спеціальних програм, потім заступник директора Науково-дослідного інституту соціальних систем при МДУ їм. М. В. Ломоносова.
- У 2000—2002 — член редколегії аналітичного журналу «Росія: моніторинг, аналіз, прогноз».
- 28 вересня 2007 року указом президента Росії призначений членом Громадської палати Російської Федерації.

2008—2009 рік член Громадської палати Російської Федерації другого складу
2011—2012 рік помічник заступника голови — керівника апарату Уряду Російської Федерації
З січня по серпень 2012 року — заступник начальника Управління Президента рф з внутрішньої політики
10 жовтня 2012 року організував і очолив на посаді голови ради директорів НКО Фонду «Інституту соціально-економічних і політичних досліджень».
31 травня 2014 року обраний членом Громадської палати Росії 5-го складу, який отримав в ході інтернет-голосування 37 398 голосів.
Основні напрямки наукової діяльності:
- політичні відносини і політичний процес у сучасній Росії;
- регіональні політичні дослідження;
- теорія і практика державного територіального управління;
- російська модель федералізму;
- регіональні політичні режими;
- теорія державного будівництва;
- проблеми глобалізації.

## Деякі праці
Автор понад 20 опублікованих наукових праць і численних публікацій в ЗМІ з різних аспектів сучасного політичного та соціально-економічного розвитку Росії, в тому числі:
- Трансформація політичної еліти в Росії — від «організації професійних революціонерів» до «партії влади» // Поліс. 1994, № 6;
- Політична антропологія. М., 1995 (у співавторстві);
- Радянська політична еліта: від «організації професійних революціонерів» до номенклатурної системи // Вісник Московського університету. Серія 12. Політичні науки. 1995, № 1;
- Регіональні еліти в пострадянській Росії: особливості політичної участі // Кентавр. 1995, № 6 (у співавторстві);
- Элитообразование в сучасній Росії в контексті відносин «центр-регіон» // На рубежі століть. 1997, № 4;
- Міжрегіональні асоціації — проторегионы «нового федералізму» в Росії // Влада. 1999, № 7 (у співавторстві);
- Регіональна політика та система відносин «регіон-центр»: тенденції розвитку // Росія: вибір шляху. М., 1999;
- Самарська область // Росія напередодні думських виборів 1999 року. М., 1999;
- Проблема моделювання і прогнозування результатів регіональних виборів // Вісник Московського університету. Серія 12. Політичні науки. 2000, № 4;
- Система федеральних округів і інститут повноважних представників Президента РФ: сучасний стан і проблеми розвитку // Повпреди президента: проблеми становлення нового інституту. М., 2001;
- Еволюція політичної системи: від моделі «тотального діалогу» до «одержавлення еліти» // «Реконструкція» держави: сучасні завдання і організація ефективної виконавчої влади. М., 2001;
- Актуальні питання викладання політичної регіоналістики на відділенні політології філософського факультету Московського університету // Вісник Московського університету. Серія 12. Політичні науки. 2001, № 5;
- Регіональна політика та розвиток федеративних відносин у Росії // Сучасний політичний процес в Росії. М.: МНЭПУ, 2002 (у співавторстві).